# Marià Ferrer i Estruch
Marià Ferrer i Estruch (Igualada, 12 d'octubre de 1811 - 28 d'octubre de 1900), conegut com a Pare Marià o Pare Mariano, fou un religiós escolapi, fundador de l'Ateneu Igualadí de la Classe Obrera i de les escoles de l'Ateneu, així com un divulgador i practicant de la medicina homeopàtica. Fou íntim amic de Jaume Balmes i del Dr. Sanllehy.
Marià Ferrer va néixer l'any 1811 al carrer Concepció, núm 36, d'Igualada. Ingressà a l'orde dels escolapis als 16 anys. Sofrí les conseqüències de la revolució de 1835 i la Desamortització de Mendizábal de 1836 i es va veure obligat a deixar el convent de Barcelona, obtenint permís per ser ex-claustrat. Va fer de professor a Igualada, Manresa (1842), Mataró i Barcelona. Va emigrar a Cuba on visqué durant 13 anys. L'any 1858 inaugurà el reial col·legi de l'Escola Pia, "Liceo Calasancio" a Camagüey, on els pares escolapis ensenyaven Geometria, Topografia, Dibuix Lineal i Natural i Projeccions.
El 1857 el pare Marià va contraure a Cuba la malaltia de la tuberculosi, amb pronòstic de mort en 4 o 5 mesos i decidí tornar a Igualada. Sortosament fou curat amb remeis homeopàtics i això va impulsar-lo a estudiar homeopatia. Va tractar a molts malalts amb èxit amb remeis homeopàtics que ell mateix preparava. Fou nomenat soci d'honor de la Societat Homeòpata de Madrid.
L'any 1863 va aglutinar un grup obrers encapçalat per Antoni Vila, Antoni Carner, Ferran Salat i Josep Estany, que desitjaven associar-se per crear una entitat cultural a Igualada per defensar els seus drets de classe, formar un centre instructiu i posar la cultura a l'abast de tothom, i fundaren l'Ateneu Igualadí de la Classe Obrera. Aquesta entitat rebé l'any 2008 la Creu de Sant Jordi. Durant molts anys Marià Ferrer dirigí les escoles nocturnes d'aquesta entitat. Certs sectors de la ciutat li van promoure una campanya de descrèdit degut a certes pràctiques de la medicina i a la seva participació en l'Ateneu.
El Museu de la Ciutat d'Igualada adquirí en la dècada de 1950 un bust del Pare Marià, escultura de Pere Massaguer. L'actual carrer del Pare Mariano d'Igualada s'anomenà en honor seu, i existeix una placa a l'indret on hi havia la seva casa natal, actualment desapareguda, al carrer Concepció, núm 36 d'Igualada.